# EMS Podilla Winnica
FK EMC-Podilla Winnica (ukr. ЖФК «ЕМС-Поділля» Вінниця) – ukraiński klub piłki nożnej mężczyzn i kobiet, mający siedzibę w mieście Winnica, w środkowej części kraju, grający od 2019 w rozgrywkach ukraińskiej Wyższej ligi kobiet.

## Historia
Chronologia nazw:
- 2010: DJuSSz Intehrał Winnica (ukr. ЖФК ДЮСШ «Інтеграл»» Вінниця)
- 2013: WO-DJuSSz Winnica (ukr. ЖФК «ВО ДЮСШ» Вінниця)
- 2019: EMC-Podilla Winnica (ukr. ЖФК «ЕМС-Поділля» Вінниця)

Kobieca drużyna piłkarska DJuSSz Intehrał została założona w Winnicy w 2010 roku. 3 stycznia 2012 w wyniku reorganizacji miejscowej DJuSSz Nywa powstała Szkoła Piłkarska WO-DJuSSz w futbolu Błochina oraz Biełanowa (Вінницька обласна ДЮСШ з футболу Блохіна та Бєланова), z którą w2013 klub nawiązał współpracę. Męski zespół startował w Pierwszej lidze (D2) mistrzostw obwodu winnickiego. Po zwycięstwie w sezonie 2015/16 awansował do Wyższej ligi (D1). W debiutowym sezonie 2016/17 beniaminek z ambicjami zdobył mistrzostwo obwodu winnickiego, wygrywając złoty mecz z Fakełem Lipowiec. Również w 2017 zdobył Superpuchar obwodu, a w następnym sezonie 2017/18 był drugim w tabeli końcowej mistrzostw obwodu.
W 2017 drużyna kobiet z nazwą WO-DJuSSz zgłosiła się do rozgrywek Pierwszej ligi (D2), zajmując pierwsze miejsce w grupie B, ale potem przegrała w półfinale playoff z Mariupolczanką w rzutach karnych. W sezonie 2018/19 zespół najpierw zwyciężył w grupie A, a potem wygrał 4:1 w półfinale z SK Wysznewe i przegrał 0:4 w finale z Mariupolczanką. Jako wicemistrz Pierwszej ligi otrzymał promocję do Wyższej ligi. 16 lipca 2019 klub zmienił nazwę na FK EMC-Podilla. W sezonie 2019/20 zespół debiutował na najwyższym poziomie, zajmując końcowe dziewiąte miejsce w tabeli ligowej. W sezonie 2020/21 zajął 9.miejsce w rozgrywkach Wyższej ligi i potem zmagał się w turnieju play-off o utrzymanie w lidze.

## Barwy klubowe, strój, herb, hymn
|  |  |

Klub ma barwy czarno-czerwone. Piłkarki domowe spotkania zazwyczaj grają w koszulkach po lewej stronie koloru czerwonego, a po prawej stronie koloru niebieskiego, niebieskich spodenkach oraz niebieskich getrach.

## Sukcesy

### Trofea międzynarodowe
Nie uczestniczył w rozgrywkach europejskich (stan na 31-05-2021).

### Trofea krajowe
| \| \| Zdobyte trofea w rozgrywkach Ukrainy (stan na: 31-05-2021) \| |                                                            |      |                  |
| Rozgrywki                                                           | Osiągnięcie                                                | Razy | Sezon(y)         |
| Mistrzostwo                                                         | I miejsce                                                  | 0    |                  |
| Mistrzostwo                                                         | II miejsce                                                 | 0    |                  |
| Mistrzostwo                                                         | III miejsce                                                | 0    |                  |
| Mistrzostwo                                                         | 9.miejsce                                                  | 2    | 2019/20, 2020/21 |
| Puchar                                                              | zdobywca                                                   | 0    |                  |
| Puchar                                                              | finalista                                                  | 0    |                  |
| Puchar                                                              | 1/8 finału                                                 | 2    | 2019/20, 2021/22 |
| II liga                                                             | I miejsce                                                  | 0    |                  |
| II liga                                                             | II miejsce                                                 | 1    | 2018/19          |
| II liga                                                             | III miejsce                                                | 0    |                  |
| Ukraina                                                             | Zdobyte trofea w rozgrywkach Ukrainy (stan na: 31-05-2021) |      |                  |

## Poszczególne sezony

### Rozgrywki międzynarodowe

#### Europejskie puchary
Nie uczestniczył w rozgrywkach europejskich (stan na 31-05-2023).

### Rozgrywki krajowe
| \| Ukraina \| Bilans występów klubu w rozgrywkach piłkarskich Ukrainy (Stan na 31 maja 2023 r.) \| \| |                                                                                   |        |       |   |   |   |    |    |     |           |        |        |      |
| Poziom                                                                                                | Rozgrywki                                                                         | Sezony | Mecze | Z | R | P | B+ | B– | Pkt | Lata      | Awanse | Spadki | Naj. |
| I | Wyszcza liha                                                                      | 4      |       |   |   |   |    |    |     | od 2019   | 0      | 1      | 9    |
| II | Persza liha                                                                       | 1      |       |   |   |   |    |    |     | 2017–2019 | 1      | 0      | 2    |
| | Puchar Ukrainy                                                                    | 1      |       |   |   |   |    |    |     | od 2019   | 0      | 0      | 1/8  |
| Ukraina                                                                                               | Bilans występów klubu w rozgrywkach piłkarskich Ukrainy (Stan na 31 maja 2023 r.) |        |       |   |   |   |    |    |     |           |        |        |      |

## Struktura klubu

### Stadion
Drużyna rozgrywa swoje mecze domowe na stadionie WNTU im. Jarosława Kułyka w Winnicy, który może pomieścić 3 tys. widzów.

## Kibice i rywalizacja z innymi klubami

### Derby
- Pantery Humań